# Скікрос

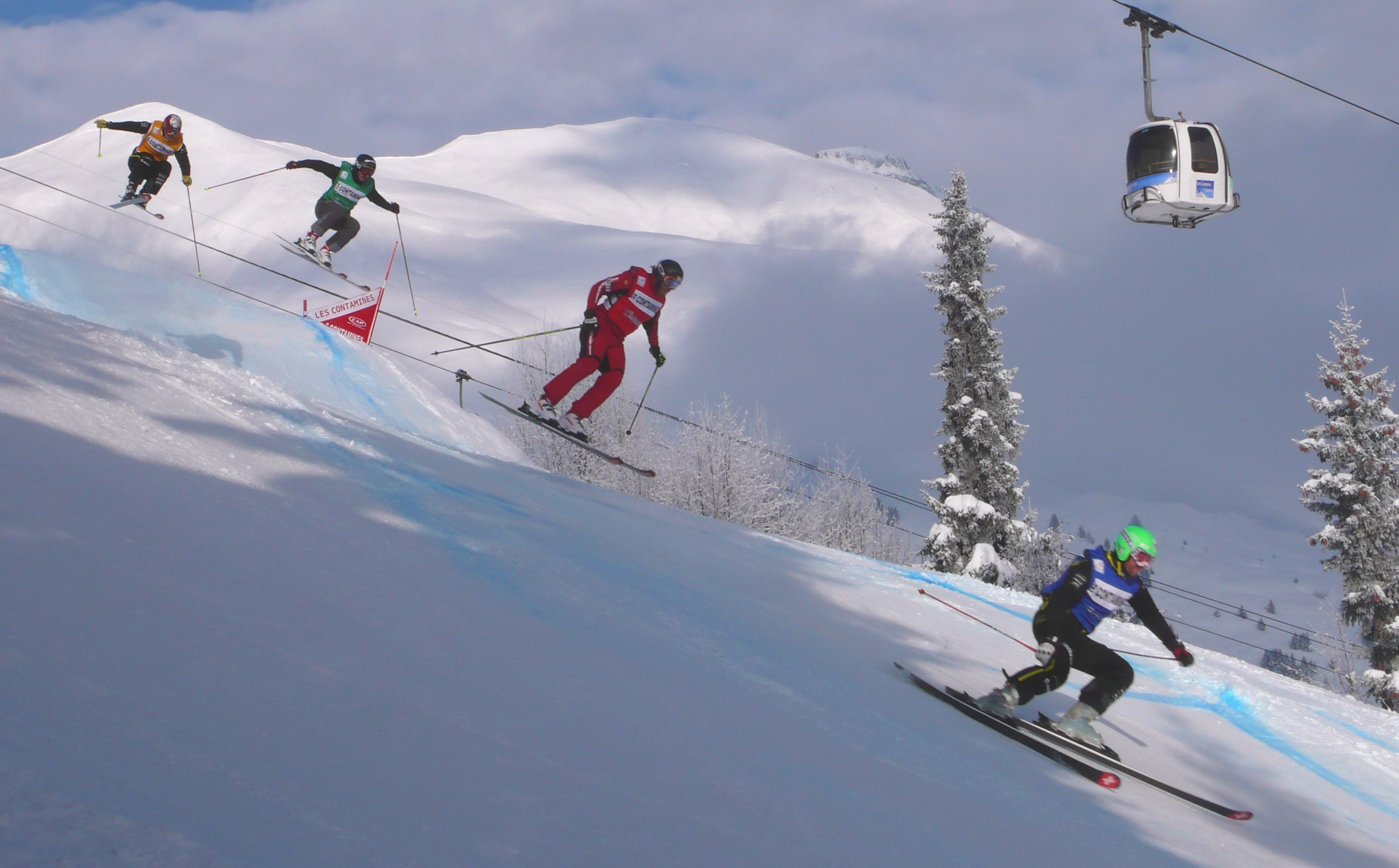

Скікрос (від англ. ski cross — лижний крос) — олімпійська дисципліна, змагання на найшвидший спуск на лижах спеціально підготовленою трасою з віражами й трамплінами. Скікрос формально включений у програму фристайлу, хоча це чисті перегони без оцінювання суддями. Відмінністю від гірськолижних дисциплін є те, що у кожному спуску змагається відразу кілька спортсменів.
Змагання зі скікросу проводяться на тих же трасах, що й змагання із сноубордкросу й за тими ж правилами. Спочатку проходять кваліфікаційні змагання на час проходження траси, за результатами яких складається сітка заїздів четвірок лижників. З кожного заїзду до наступної стадії виходять два спортсмени. Так продовжується до фіналу, в якому визначаються переможець і призери.
Скікрос дебютував у олімпійській програмі на Іграх 2010 у Ванкувері.